# L'Art d'aimer
L'Art d'aimer (in francese L'arte di amare) è un film del 2011 diretto da Emmanuel Mouret. È una commedia corale sulle conseguenze dell'amore all'interno di un gruppo di amici.